# Dipartimento di Juan Martín de Pueyrredón
Juan Martín de Pueyrredón è un dipartimento collocato al ovest della provincia argentina di San Luis, con capoluogo San Luis.
Fino al 10 dicembre 2010 il dipartimento aveva il nome di dipartimento di La Capital.

## Geografia fisica
Confina a nord con il dipartimento di Belgrano, a est con i dipartimenti di Coronel Pringles e General Pedernera, a sud con il dipartimento di Gobernador Dupuy e a ovest con la provincia di Mendoza.

## Società

### Evoluzione demografica
Secondo il censimento del 2001, su un territorio di 13.120 km², la popolazione ammontava a 168.771 abitanti, con un aumento del 39,47% rispetto al censimento del 1991.
Abitanti censiti

## Amministrazione
Municipi del dipartimento:
- Alto Pelado
- Alto Pencoso
- Balde
- Beazley
- El Volcán
- Juana Koslay
- La Punta
- Potrero de los Funes
- San Gerónimo
- San Luis
- Zanjitas